# György Zádor

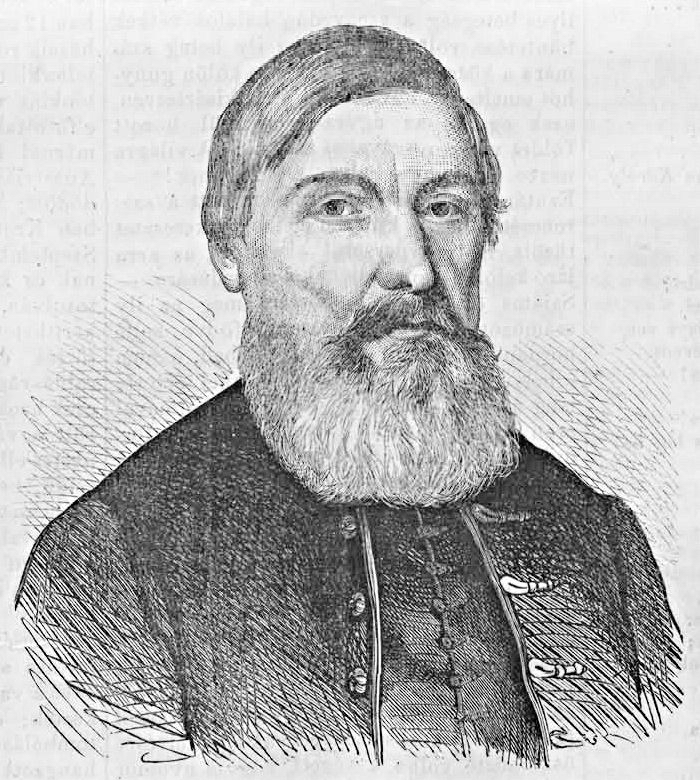
György Zádor

György  Zádor (* 3. Juli 1799 in Duka; † 17. August 1866 in Pest) war ein ungarischer Jurist und Schriftsteller.

## Leben
György Zádor ging zur Schule in Pápa, Kőszeg und Győr, und er besuchte die Universität in Pest. Dort traf er auf Mihály Vörösmarty und begann unter dem Pseudonym Fenyéri Gyula zu veröffentlichen.
Er war Mitglied der Ungarischen Akademie der Wissenschaften und der Kisfaludy-Gesellschaft.